# Prosopocera collarti
Prosopocera collarti es una especie de escarabajo longicornio del género Prosopocera, categorizada en la tribu Prosopocerini, de la subfamilia Lamiinae. Fue descrita por Breuning en 1948.

## Descripción
Mide 8-11 mm de longitud.

## Distribución
Se distribuye por Camerún, Nigeria, Costa de Marfil y República Democrática del Congo.